# 이즈오섬
이즈오섬(일본어: 伊豆大島 이즈오시마[*])은 일본 이즈 제도 최북단에 있는 유인도로 이즈 제도의 중심이 되는 섬 중 하나이다. 혼슈 이즈반도에서 동쪽으로 22 km, 보소반도에서 서남쪽으로 36 km 떨어져 있다.
섬 전체가 행정구역상 도쿄도 오시마정에 포함된다. 2021년 3월 기준 총 인구는 7,228명이며 이 중 2,336명이 섬 서쪽의 모토마치 지구에 거주하며 가장 큰 마을을 이루고 있다. 또한 섬 전체 면적의 97%가 후지하코네이즈 국립공원으로 지정되어 있다.
섬 특산품으로 동백나무에서 채취한 동백기름이 있다.

## 지리
이즈오섬은 이즈 제도에서 가장 큰 섬으로 이즈반도의 이로곶, 미우라반도의 쓰루기자키곶과 함께 사가미나다(넓은 의미에서의 사가미만)의 경계를 이루고 있다. 섬 전체 면적은 91.06 km2이다.
이즈-보닌-마리아나호의 화산섬이다. 이즈오섬은 수심 300~400 m 해저에서 솟아오른 화산의 육지 부분이며 해저까지 포함할 경우 높이 약 1,000 m의 해저 화산이다. 산 정상에는 칼데라가 있으며 그 안에는 중앙 화구가 있는 미하라산이 있다. 이즈오섬에서 가장 높은 지점은 이 미하라산 중에서도 해발 758 m의 "미하라신산"(三原新山)을 가리킨다.
측화산은 확인된 것만 800개 이상 존재하며 북북서-남남동 방향으로 다수 분포해 섬도 이 방향으로 길게 뻗어 있다.
2007년에는 일본의 지질 백선에 선정되었으며 2010년 9월에는 "이즈오섬 지질공원"이 일본의 지질공원으로 선정되었다.
또한 화산분화예지연락회에서 화산 방재를 위해 감시 및 관측 체제를 충실히 해야 하는 주요 화산으로도 선정되었다.

## 역사
이즈오섬에서 확립된 섬 주민 여성의 의상과 생활 양식을 "안코"(アンコ)라고 부르는 풍습이 있으며, 오늘날까지 이즈오섬을 상징하는 이미지 중 하나로 관광에도 사용하고 있다.

## 주요 자연재해
이즈오섬에서 발생한 주요 지진/화산 분화는 다음과 같다.
- 1978년 이즈오섬 근해 지진(M7.0, 진도5)
- 1986년 미하라산 분화

2013년 10월에는 태풍 위파가 이즈오섬에 내습해 관측 사상 최대치인 24시간 강수량 824 mm를 기록했으며, 여러 산사태가 발생해 모토마치를 중심으로 총 49명의 사망자와 실종자가 발생했다. 이 강수량은 첫 관측 이후 최대치이다. 한편 산사태에 따른 지반 진동이 섬 내에 설치된 지진계로 관측되었는데 이를 통해 지진계로 산사태 직전 예측을 시도하는 연구자도 있다.

## 생태계
이즈오섬은 이즈 제도의 섬 중 일본 본토와 가장 가까울 뿐 아니라 섬 면적도 가장 넓고 생태계도 다른 이즈 제도의 섬과는 다른 부분이 존재한다.
대표적인 식생으로는 "오시마 진달래"(オオシマツツジ)가 있으며 일본 열도에 자생하는 10종 혹은 11종의 벚나무속의 기본 야생종 중 하나인 고유종인 오시마 벚나무의 자생지이며, 섬 내에는 일본의 특별천연기념물로 지정된 "오시마 벚나무군"이 있다. 이즈 제도에 특화된 종인 시치토스미레와 동백나무도 많이 자생한다는 특징을 가지고 있다.
조류 중에는 이즈오섬에 주목할 만한 종으로 일본의 천연기념물로 지정된 흑비둘기가 있다.
이즈오섬은 닫힌 작은 섬이기 때문에 일본바다사자를 제외한 대형 육지 및 반육지 포유류는 자연적으로 존재하지 않으며, 육지 포유류군의 거의 대다수는 쥐와 박쥐류이다. 한편 이즈 제도의 다른 곳과는 달리 일본족제비가 자생한다. 일본의 고유종인 흰배숲쥐도 서식하고 있으며 이즈오섬의 개체군이 고유 아종이라 보는 연구진도 있다.
일본 본토와 가깝기 때문에 파충류와 양서류도 다른 섬에 비해 서식하는 종이 더 많으며 희귀종인 오카다도마뱀은 이즈 제도의 다른 섬과는 달리 토착종인 일본족제비의 영향으로 이에 적응하며 살고 있다. 조몬 시대에는 이즈오섬에 멧돼지가 서식했다는 기록도 남아 있으나 이즈오섬에 멧돼지가 유입된 것이 자연적인 이유인지, 인간이 들여와 도입되기 시작했는지 여부는 불분명하다.

## 기후
| 오시마정 (이즈오섬)의 기후                                   | 오시마정 (이즈오섬)의 기후 | 오시마정 (이즈오섬)의 기후 | 오시마정 (이즈오섬)의 기후 | 오시마정 (이즈오섬)의 기후 | 오시마정 (이즈오섬)의 기후 | 오시마정 (이즈오섬)의 기후 | 오시마정 (이즈오섬)의 기후 | 오시마정 (이즈오섬)의 기후 | 오시마정 (이즈오섬)의 기후 | 오시마정 (이즈오섬)의 기후 | 오시마정 (이즈오섬)의 기후 | 오시마정 (이즈오섬)의 기후 | 오시마정 (이즈오섬)의 기후 |
| 월                                                           | 1월                        | 2월                        | 3월                        | 4월                        | 5월                        | 6월                        | 7월                        | 8월                        | 9월                        | 10월                       | 11월                       | 12월                       | 연간                       |
| ------------------------------------------------------------ | -------------------------- | -------------------------- | -------------------------- | -------------------------- | -------------------------- | -------------------------- | -------------------------- | -------------------------- | -------------------------- | -------------------------- | -------------------------- | -------------------------- | -------------------------- |
| 역대 최고 기온 °C (°F)                                       | 20.9 (69.6)                | 21.0 (69.8)                | 23.1 (73.6)                | 25.5 (77.9)                | 28.4 (83.1)                | 32.3 (90.1)                | 34.3 (93.7)                | 35.9 (96.6)                | 33.7 (92.7)                | 29.7 (85.5)                | 24.8 (76.6)                | 23.1 (73.6)                | 35.9 (96.6)                |
| 일평균 최고 기온 °C (°F)                                     | 11.0 (51.8)                | 11.6 (52.9)                | 14.2 (57.6)                | 18.2 (64.8)                | 21.9 (71.4)                | 24.3 (75.7)                | 27.8 (82.0)                | 29.5 (85.1)                | 26.7 (80.1)                | 22.0 (71.6)                | 17.8 (64.0)                | 13.4 (56.1)                | 19.9 (67.8)                |
| 일일 평균 기온 °C (°F)                                       | 7.5 (45.5)                 | 7.8 (46.0)                 | 10.4 (50.7)                | 14.4 (57.9)                | 18.2 (64.8)                | 21.0 (69.8)                | 24.6 (76.3)                | 26.0 (78.8)                | 23.4 (74.1)                | 18.9 (66.0)                | 14.5 (58.1)                | 10.0 (50.0)                | 16.4 (61.5)                |
| 일평균 최저 기온 °C (°F)                                     | 3.9 (39.0)                 | 4.0 (39.2)                 | 6.6 (43.9)                 | 10.7 (51.3)                | 14.8 (58.6)                | 18.4 (65.1)                | 22.2 (72.0)                | 23.5 (74.3)                | 20.8 (69.4)                | 16.1 (61.0)                | 11.3 (52.3)                | 6.5 (43.7)                 | 13.2 (55.8)                |
| 역대 최저 기온 °C (°F)                                       | −3.3 (26.1)                | −4.0 (24.8)                | −1.9 (28.6)                | 0.1 (32.2)                 | 6.4 (43.5)                 | 10.4 (50.7)                | 12.4 (54.3)                | 16.0 (60.8)                | 12.4 (54.3)                | 7.2 (45.0)                 | 3.0 (37.4)                 | −3.0 (26.6)                | −4.0 (24.8)                |
| 평균 강수량 mm (인치)                                        | 137.3 (5.41)               | 146.0 (5.75)               | 238.4 (9.39)               | 247.4 (9.74)               | 256.5 (10.10)              | 328.8 (12.94)              | 255.9 (10.07)              | 191.7 (7.55)               | 341.3 (13.44)              | 405.2 (15.95)              | 192.8 (7.59)               | 117.6 (4.63)               | 2,858.9 (112.56)           |
| 평균 강수일수 (≥ 0.5 mm)                                     | 8.0                        | 8.6                        | 13.0                       | 12.0                       | 11.7                       | 13.7                       | 11.3                       | 9.7                        | 12.9                       | 13.1                       | 10.8                       | 8.4                        | 133.2                      |
| 평균 상대 습도 (%)                                           | 64                         | 66                         | 70                         | 74                         | 79                         | 85                         | 87                         | 86                         | 83                         | 79                         | 74                         | 68                         | 76                         |
| 평균 월간 일조시간                                           | 153.7                      | 145.4                      | 158.1                      | 174.2                      | 179.7                      | 125.1                      | 150.8                      | 190.1                      | 141.0                      | 131.4                      | 140.3                      | 147.6                      | 1,837.2                    |
| 출처: 일본 기상청 (평년값: 1991년~2020년, 극값: 1938년~현재) |                            |                            |                            |                            |                            |                            |                            |                            |                            |                            |                            |                            |                            |

## 같이 보기
- 이즈 제도

## 참고 문헌
- 『JK版日本歴史地名大系』 小学館
- 国立天文台編 『理科年表 平成20年』 丸善、2007年、ISBN 978-4-621-07902-7。
- 気象庁 『伊豆大島』
- 一色直記 (1984), 《大島地域の地質》, 地域地質研究報告 : 5万分の1地質図幅, 大島 東京(8) (第107号), 地質調査所（現、産総研 地質調査総合センター）
- 『大島行』林芙美子（青空文庫）
- 防衛庁防衛研修所 (1971). 《本土決戦準備》. 戦史叢書. 朝雲新聞社.
- 榎澤幸広 (2013). “伊豆大島独立構想と1946年暫定憲法”. 《名古屋学院大学論集 社会科学篇》 (名古屋学院大学総合研究所) 49 (4): 125–150. doi:10.15012/00000157. ISSN 0385-0048. NAID 120006009729.